# Jüdische Gemeinde Neckarbischofsheim
Eine Jüdische Gemeinde in Neckarbischofsheim im Rhein-Neckar-Kreis im nördlichen Baden-Württemberg bestand bereits im 16./17. Jahrhundert. Die jüdische Gemeinde wurde 1940 durch die nationalsozialistische Verfolgung ausgelöscht.

## Geschichte

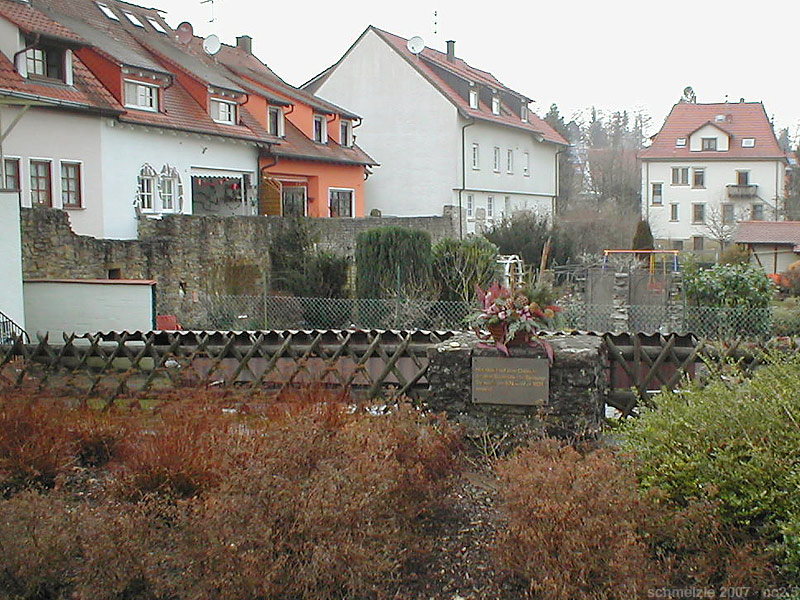
Synagogen-Gedenktafel vor Resten der Stadtmauer

Im Jahr 1652 sind bereits acht Familien am Ort und die Größe der Gemeinde um 1700 wird daran ersichtlich, dass zwischen 1686 und 1730 der Mohel R. Seligmann aus Hüffenhardt in Neckarbischofsheim 68 Beschneidungen vorzunehmen hatte. Im Jahr 1694 gab es sechs jüdische Haushaltungen in der Stadt.
Seit Mitte des 18. Jahrhunderts bis 1824 war Neckarbischofsheim Sitz eines Bezirksrabbiners. Danach gehörte Neckarbischofsheim zum Bezirksrabbinat Sinsheim. Die letzten Rabbiner in Neckarbischofsheim waren Moses Bamberger (bis 1820) und nach dessen Tod sein Sohn Jakob Bamberger (bis 1824). Während der Badischen Revolution kam es 1848 in Neckarbischofsheim, wie auch in anderen badischen Orten, zu einem Judenkrawall. Die Juden aus Neckarbischofsheim wurden zunächst in Worms, danach in Oberöwisheim und nach 1690 auf dem Verbandsfriedhof in Waibstadt bestattet. Durch Aus- und Abwanderung und den Verlust der Funktion als  Amtsstadt 1864 verringerte sich Ende des 19. und Anfang des 20. Jahrhunderts die Zahl der jüdischen Bürger.

## Nationalsozialistische Verfolgung
1933 gehörten jüdischen Familien noch einige Handels- und Gewerbebetriebe, darunter: Buchbinderei Faller (Hauptstraße 16), Textilgeschäft Samuel Jeselsohn (Hauptstraße 20), Reisehandlung Max Katz (Hauptstraße 47), Reisehandlung Markus Reiss (Markus 30), Landesproduktenhandlung Max Berthold Wolf und Ernst Wolf (M.B. Wolf & Sohn, Hauptstraße 36). Der jüdische Arzt Dr. Georg Homburger leitete das Krankenhaus und besaß daneben eine Privatpraxis. 1933 lebten noch 37 jüdische Personen am Ort (2,7 % von insgesamt 1.391 Einwohnern). Ein Teil von ihnen ist in den folgenden Jahren auf Grund der Folgen des wirtschaftlichen Boykotts, der zunehmenden Repressalien und der Entrechtung vom Ort verzogen oder ausgewandert (USA, Palästina, Holland, England). 1938 wurden noch 19 jüdische Einwohner gezählt. Beim Novemberpogrom 1938 wurde die Synagoge zerstört; die jüdischen Männer wurden in das KZ Dachau verschleppt. Die letzten 12 jüdischen Einwohner wurden in der Wagner-Bürckel-Aktion am 22. Oktober 1940 von Neckarbischofsheim ins Lager Gurs deportiert. (aus: alemannia judaica)
Das Gedenkbuch des Bundesarchivs verzeichnet 34 in Neckarbischofsheim geborene Juden, die dem Völkermord des nationalsozialistischen Regimes zum Opfer fielen.

## Synagoge

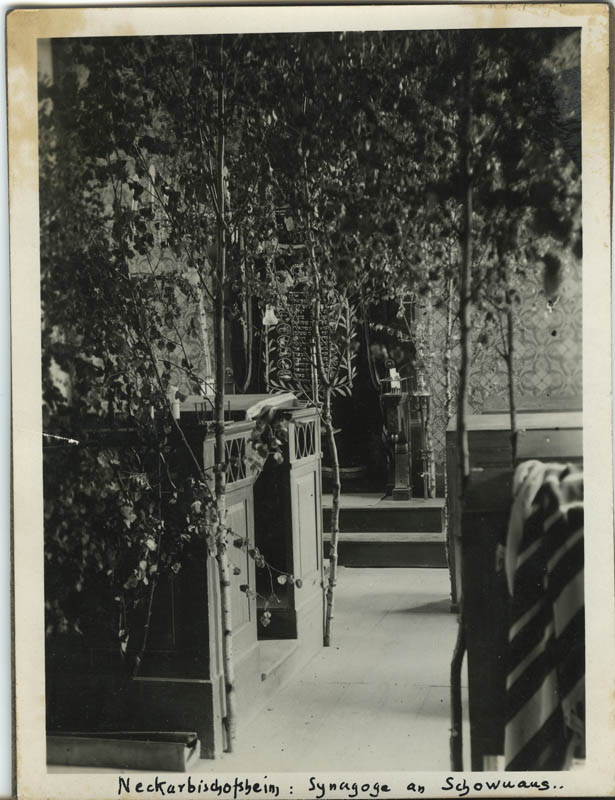
Inneres der Synagoge in Neckarbischofsheim

Im Jahr 1742 wird erstmals eine Synagoge genannt, die sich in der Rathausgasse 6 befand. 1848  wurde die neue Synagoge erbaut in der Schulgasse auf der sogenannten alten Mühlhofstatt, dem Gelände der Stadtmühle. Bei der Pogromnacht 1938 wurde die Synagoge der Stadt zerstört.

## Rituelles Bad
Ein rituelles Bad wird 1648 genannt, als ein kleiner Junge in einem alten Keller, wo das Bad sich befand, ertrank. Seit 1746 befand sich das Bad in der alten Synagoge und danach in der neuen Synagoge, die 1848 fertiggestellt wurde.

## Schule
Die jüdische Gemeinde hatte bis 1876 eine jüdische Schule in der alten Synagoge in der Rathausgasse. Im Jahr 1855 wurde das Gebäude für die schulischen Zwecke umgebaut. Nach 1876 war im Gebäude nur noch eine jüdische Religionsschule.

## Gemeindeentwicklung
| Jahr | Gemeindemitglieder                |
| ---- | --------------------------------- |
| 1694 | 6 Familien                        |
| 1746 | 20 Familien                       |
| 1807 | 123 Personen 9,9 % der Einwohner  |
| 1813 | 140 Personen                      |
| 1825 | 187 Personen 10,4 % der Einwohner |
| 1859 | 189 Personen                      |
| 1865 | 160 Personen                      |
| 1875 | 117 Personen 6,9 % der Einwohner  |
| 1884 | 122 Personen                      |
| 1900 | 106 Personen                      |
| 1925 | 40 Personen                       |
| 1933 | 37 Personen                       |